# 여리고발삼
여리고발삼(학명: Balanites aegyptiaca)은 아프리카·중동 일부에 자생하는 남가새과에 속하는 나무이다. 사막대추야자, 이집트발삼 등의 이명이 있다.